# Harburgo (distrito)
Harburgo (em alemão: Harburg) é um distrito (Kreis ou Landkreis) da Alemanha localizado no estado de Baixa Saxônia.

## Cidades e municípios
| Cidades | Samtgemeinden | Samtgemeinden | Samtgemeinden |
| --- | --- | --- | --- |
| 1. Buchholz in der Nordheide 2. Winsen Municípios (livres) 1. Neu Wulmstorf 2. Rosengarten 3. Seevetal 4. Stelle | - 1. Elbmarsch 1. Drage 2. Marschacht¹ 3. Tespe - 2. Hanstedt 1. Asendorf 2. Brackel 3. Egestorf 4. Hanstedt¹ 5. Marxen 6. Undeloh | - 3. Hollenstedt 1. Appel 2. Drestedt 3. Halvesbostel 4. Hollenstedt¹ 5. Moisburg 6. Regesbostel 7. Wenzendorf - 4. Jesteburg 1. Bendestorf 2. Harmstorf 3. Jesteburg¹ | - 5. Salzhausen 1. Eyendorf 2. Garlstorf 3. Garstedt 4. Gödenstorf 5. Salzhausen¹ 6. Toppenstedt 7. Vierhöfen 8. Wulfsen - 6. Tostedt 1. Dohren 2. Handeloh 3. Heidenau 4. Kakenstorf 5. Königsmoor 6. Otter 7. Tostedt¹ 8. Welle 9. Wistedt |
| | ¹sede do Samtgemeinde | | |